# Hamburg Port Authority
Die Hamburg Port Authority (HPA, englisch für „Hamburger Hafenbehörde“) betreibt das Port Management der Freien und Hansestadt Hamburg und ist für alle behördlichen Belange des Hamburger Hafens zuständig. Sie ist eine Anstalt öffentlichen Rechts und Eigentümerin des Großteils der Hafengrundstücke. Ihre offizielle Eigenschreibweise lautet deshalb Hamburg Port Authority AöR. Mit rund 1800 Beschäftigten ist die HPA verantwortlich für den Hafenbetrieb, die Hafenentwicklung sowie die Entwicklung und Unterhaltung der Infrastruktur. Das Aufgabengebiet umfasst u. a. die Sicherheit des Schiffsverkehrs, die Hafenbahnanlagen, das Immobilienmanagement, die wasser- und landseitige Infrastruktur sowie die wirtschaftlichen Bedingungen im Hafen.
Die Anstalt ist nicht zu verwechseln mit der Hamburger Hafen und Logistik AG (HHLA).

## Leitung
Die Geschäftsführung umfasst zwei Positionen: Vorsitzender der Geschäftsführung (CEO) ist Jens Meier (seit dem 1. April 2008 im Kreis der Geschäftsleitung). Die zweite Position ist seit dem 1. Juli 2021 mit Friedrich Stuhrmann besetzt. Die gesamte Geschäftsleitung (Executive Board) besteht damit aus Jens Meier als Chief Executive Officer, Friedrich Stuhrmann als Chief Commercial Officer und Tino Klemm als Chief Finance Officer. Die Leitungsstruktur der HPA wurde zuletzt im Jahr 2008 geändert.

## Aufgaben und Tätigkeitsfelder

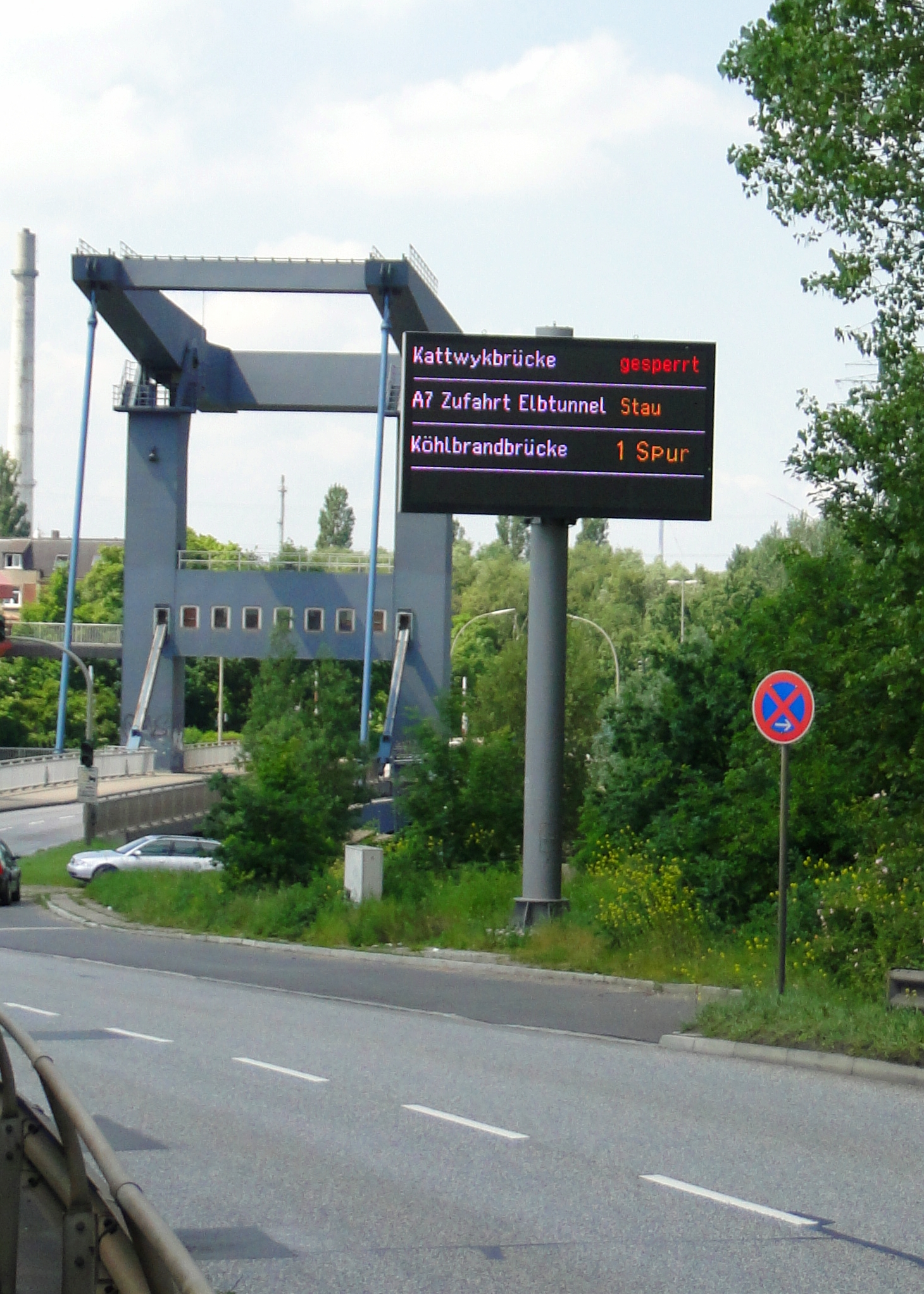
Verkehrsleitsystem DIVA (Dynamische Information zum Verkehrsaufkommen im Hafen) der HPA

Das Hamburger Hafengebiet umfasst 7.339 ha, wovon 4.331 ha aus Land- und 3.008 ha aus Wasserflächen bestehen. Die Uferlänge beträgt etwa 235 km. Das Hafengebiet insgesamt entspricht etwa einem Zehntel der Gesamtfläche Hamburgs. Die HPA nimmt für diese Hafenflächen folgende Aufgaben wahr:

### Hafeninfrastruktur
Die HPA stellt die Infrastruktur des Hafens bereit. Zu ihren Aufgaben gehört die Wartung, Unterhaltung und Modernisierung bestehender Anlagen, die Kontrolle der Hafengewässer, Verkehrsanlagen, Brücken und Gebäude sowie der Neubau von Verkehrswegen zur Erschließung neuer Hafengebiete.

#### Wasserwege
Die HPA ist zuständig für die Kontrolle der lokalen Hafengewässer, inklusive der Beobachtung des Wasserstands, der Abflüsse und Strömungen. Hierzu zählen auch das Sedimentmanagement, also die Umlagerung von Baggergut im Hafengebiet, sowie strombauliche Maßnahmen zur Dämpfung der Tidewelle. Eine weitere Aufgabe ist die Wartung der Schleusen, Schifffahrtszeichen und Radarstationen im Hafengebiet.
Die HPA investiert jährlich 40 bis 60 Millionen Euro, um die Sedimente aus Hafenbecken und Fahrrinnen zu beseitigen, die durch die Strömung in der Elbe je nach Fließgeschwindigkeit dort abgelagert werden. Die Beseitigung der Untiefen erfolgt durch Baggerschiffe (siehe z. B. Baggerschiff Odin). Im Einsatz sind vier spezielle Peilschiffe, die den Flussuntergrund auf Untiefen und Sedimentablagerungen kontrollieren. Dort, wo es aus Sicherheitsgründen notwendig ist, kommen Bagger zum Einsatz, um die erforderlichen Wassertiefen zu gewährleisten.
Die HPA kümmert sich um die Befestigung der Böschungen und Ufer durch Pflanzen, Steine oder Pflasterung und die Reinigung des Elbstrands.

#### Landseitige Infrastruktur
Die HPA ist Wegebaulastträger und Wegeaufsichtsbehörde.
Die HPA führt Arbeiten an Kaimauern, Liegeplätzen, Flächen, Brücken, Straßen und Gleisanlagen, Ver- und Entsorgungseinrichtungen aus. Sie ist zuständig für den Bau und die Unterhaltung des Straßen- und Schienennetzes. Insgesamt ist die HPA für die Instandhaltung von 130 km Straßennetz, über 300 km Gleisen, über 130 Bahn- und Straßenbrücken verantwortlich. Hinzu kommen Pontonbrücken, Fähranleger, Schleusen, Sperrwerke, Siele und Wehre. Zum Zuständigkeitsbereich der HPA gehört ebenfalls der St.-Pauli-Elbtunnel, der auch als „Alter Elbtunnel“ bekannt ist. Der gesamte Betrieb des Tunnels einschließlich der Aufzüge und der baulichen Instandhaltung liegen im Verantwortungsbereich der HPA.
Durch moderne Kommunikationssysteme hat sich die HPA zum Ziel gesetzt, das Verkehrsleitsystem durch den Einsatz modernster IT zu optimieren. Dazu wurde im ersten Schritt bereits ein IT-gestütztes System aus Grafik- und Textanzeigen entwickelt, das den Straßenverkehr auf LED-Tafeln über Störungen im Straßennetz des Hafens informiert.

### Sicherheit des Schiffsverkehrs
Die HPA ist verantwortlich für die Radarbetreuung und den Lotsendienst auf der Unterelbe und in den Elbarmen wie der Norderelbe, der Süderelbe, dem Köhlbrand, dem Köhlfleet und den Hafenbecken. Das Oberhafenamt gewährleistet die nautische Sicherheit und einen reibungslosen Verkehrsfluss im Hafen. Leiter des Oberhafenamtes ist der Hafenkapitän Simon Rosenkranz, er ist zuständig für die Hafenaufsicht und nautische Belange inklusive der Schifffahrtszeichen.

### Hochwasserschutz und Gefahrenabwehr
In enger Zusammenarbeit mit dem Landesbetrieb Straßen, Brücken und Gewässer der Behörde für Verkehr und Mobilitätswende sichert die HPA durch öffentliche Hochwasserschutzanlagen bei Hochwasser und Sturmflut den Hafen. Sie entwickelt Vorsorge- und Frühwarnsysteme mit dem Hamburger Sturmflutwarndienst und dem Hafenstab Gefahrenabwehr. Zum Hochwasserschutz gehören zudem Sperrwerke und Deiche, aber auch der Einsatz von Eisbrechern, die die Gefahr eines Hochwassers durch Eisstau verringern, indem sie dafür Sorge tragen, dass der Wasserpegel innerhalb des normalen Tidebereichs bleibt.

### Hafenbahn
Die Hamburger Hafenbahn ist ein Unternehmensbereich der HPA und unterhält die Eisenbahninfrastruktur im Hamburger Hafen und stellt sie den Eisenbahnverkehrsunternehmen, die die Züge betreiben, zur Verfügung. Dazu gehören über 300 Kilometer Gleise und etwa 160 Kilometer Anschlussgleise. Die Bahn ist das Bindeglied zwischen den Hafenterminals mit dem Umschlagbetrieb und dem europäischen Eisenbahnnetz.

### Flottenmanagement
Seit dem 1. Juli 2017 bereedert HPA mit einem neuen Tochterunternehmen neben ihren bisherigen 27 eigenen Schiffen (z. B. Lotsenversetzboote), vier schwimmenden Geräten und 40 Schuten auch die Schiffe der anderen hamburgischen Behörden wie des Landesbetriebes Straßen, Brücken und Gewässer (LSBG), der Feuerwehr und der Polizei. Diese Flotte Hamburg GmbH & Co. KG will durch mehrfache Nutzungen mittelfristig Schiffe einsparen und insgesamt günstiger für das Land Hamburg sein.

### Immobilienmanagement
Der überwiegende Teil der Grundstücke innerhalb des Hafengebiets steht im Eigentum der Hamburg Port Authority. Die Grundstücke dürfen nach den Bestimmungen des Hafenentwicklungsgesetzes (HafenEG) von 1982 nicht verkauft werden und gesetzlich auch nur für Hafenzwecke vergeben und genutzt werden. Die HPA schließt langfristige Mietverträge mit hafenansässigen Unternehmen. Zum Immobilienmanagement gehört ferner die Betreuung der HPA-eigenen Flächen, Gebäude, Kaimauern und schwimmenden Anlagen.

### Seemannsamt
Das Seemannsamt in Hamburg gehörte ebenfalls zur HPA. Aufgrund der Bestrebungen, die Aufgaben international zu standardisieren und im Zuge von Aufgabenbündelung kümmert sich seit dem 31. Juli 2013 die „Berufsgenossenschaft Verkehr“ um seeleutebezogene Aufgaben.

### Bauprüfabteilung
Die bauliche Sicherheit im Hamburger Hafen zu gewährleisten, ist die zentrale Aufgabe der Bauprüfabteilung Hafen. Als ordnungsbehördliche Aufgabe der HPA nimmt die Bauprüfabteilung Hafen die Umsetzung der Hamburgischen Bauordnung im Hafennutzungsgebiet wahr. Sie ist damit die öffentlich-rechtliche Bauaufsicht über ca. 1/9 des hamburgischen Stadtgebiets. Die Bauprüfabteilung Hafen ist zuständig für die Erteilung von Bau- und Nutzungsgenehmigungen. Hafentypische große bauliche Anlagen stellen den Schwerpunkt der neu zu genehmigenden Bauwerke dar. Zu den Aufgaben gehört auch die bauordnungsrechtliche Genehmigung von Musikfestivals oder Sonderbauwerken wie dem Musicaltheater auf Steinwerder oder dem Kraftwerk in Moorburg. Auch das repressive Vorgehen bei baulichen Missständen gehört zum Aufgabenportfolio.

### Neuwerk
Darüber hinaus ist die HPA für alle öffentlichen Belange wie z. B. Trinkwasserversorgung, Kläranlage, Artenschutz sowie Deich- und Wegepflege auf der hamburgischen Nordsee-Insel Neuwerk zuständig, deren größter Arbeitgeber der HPA-Außenposten samt Betriebshof und Fährschiff (Nige Wark) ist.
Dies umfasst seit 2014 auch den Betrieb des Leuchtfeuers vom denkmalgeschützten Turm Neuwerk, der als ältestes Bauwerk Hamburgs und ältester Profanbau an der norddeutschen Küste gilt.

## Geschichte

### 12. bis 18. Jahrhundert
Heute gilt der 7. Mai 1189 als das offizielle Gründungsdatum des Hamburger Hafens. Kaiser Friedrich Barbarossa stellte der Stadt an diesem Tag eine später als Teilfälschung erkannte Urkunde aus und gewährte Hamburg eine Reihe von Rechten und Privilegien wie die freie Schifffahrt auf der Unterelbe von der Elbmündung bis nach Hamburg und der freie Warenverkehr im Gebiet der Grafschaft Holstein. Von der Gründung des Hafens bis jetzt haben sich die Verwaltungsstruktur des Hafens und die Aufgaben immer den herrschenden Verhältnissen und den Erfordernissen der Zeit angepasst.
Durch den steigenden Schiffsverkehr lagerten sich zunehmend Sedimente in der Elbe ab und die Versandung von Fluss und Hafen wurde zu einem zunehmenden Problem. Um die Schiffbarkeit aufrechtzuerhalten und die Elbtiefe zu überwachen, wurde im Jahr 1529 die „Düpe-Kommission“ gegründet. Düpe leitet sich ab aus dem niederdeutschen Wort für Tiefe. Als Düpeherren fungierten die beiden jüngsten Ratsherren. Daneben gab es bereits seit dem 13. Jahrhundert einen Hafenmeister und mehrere Fleetschauer.
Je mehr Schiffe Hamburg anliefen, umso mehr Matrosen, Lastenträger und Kaufleute bevölkerten den Hafen. Der Ruf nach einer zentralen Hafen- und Schifffahrtsverwaltung wurde lauter. Im Jahr 1623 wurde zu diesem Zweck das „Admiralitäts-Collegium“ gegründet. Es unterstand dem Rat und setzte sich aus einem der Bürgermeister, vier Ratsherren, sechs Kaufleuten und zwei Schifferalten zusammen. Den Vorsitz führte im jährlichen Wechsel einer der Bürgermeister. 1687 wurden noch zwei Juristen in den Kreis aufgenommen und die „neue Admiralität“ gegründet. Die primäre Aufgabe der Admiralität war der Schutz der Schifffahrt vor Seeräubern und Kaperern. Sie hatte außerdem die Aufsicht über das Arsenal. Mit der Gründung der „neuen Admiralität“ übernahm das Collegium auch die erstinstanzliche Gerichtsbarkeit in Seerechts-, Fracht- und Seeversicherungsfragen, die Kennzeichnung des Fahrwassers und die Verwaltung des Hafens, die Aufsicht der Dispacheure, Taxadeure, Wasserschout und Lotsen. Außerdem unterstanden ihr das Hamburgische und Hansische Konsulatswesen und die Quarantäne.

### 19. bis 20. Jahrhundert

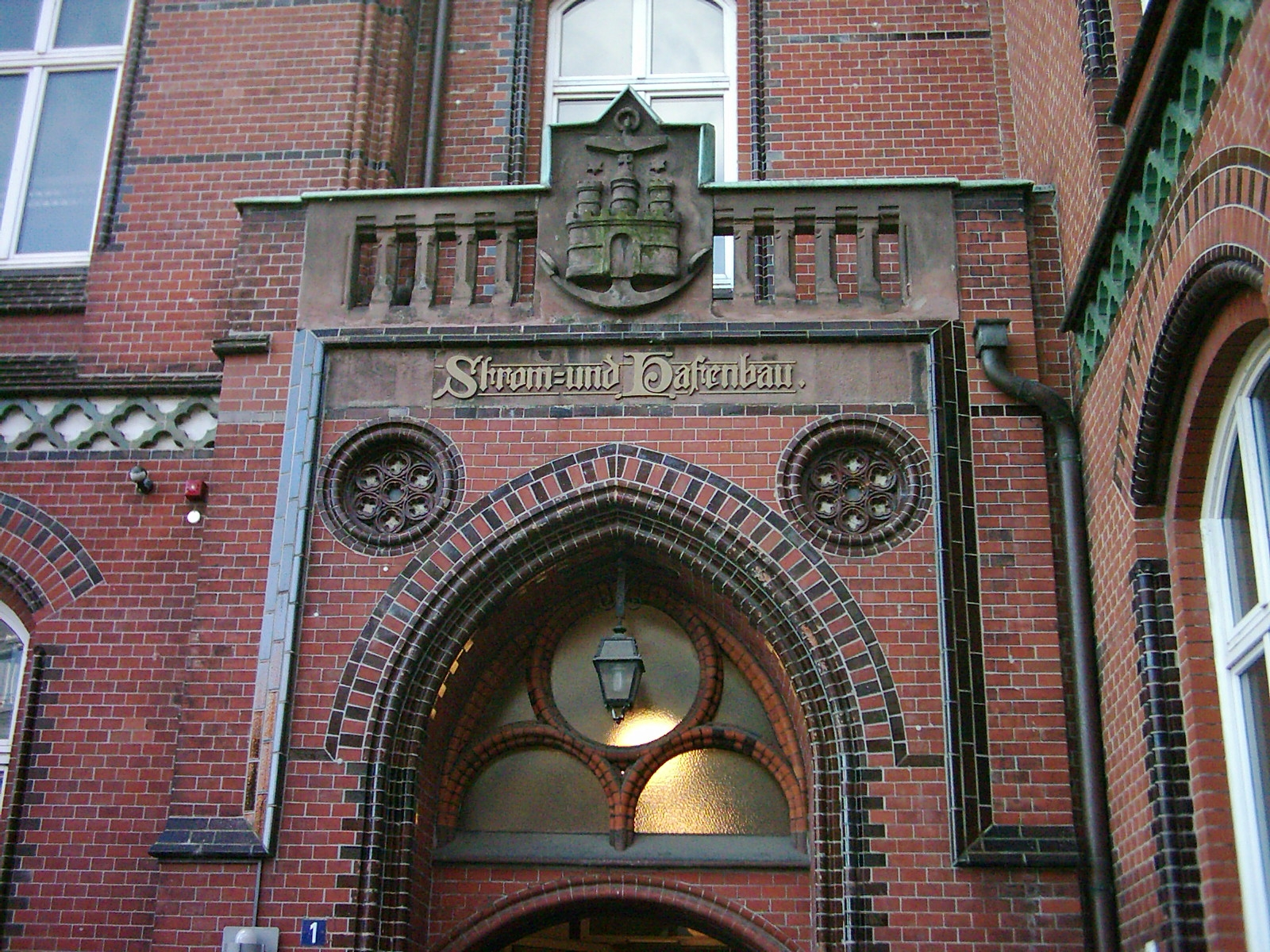
Ehemaliges Amt Strom- und Hafenbau. Heute Altes Hafenamt

Zu Beginn des 19. Jahrhunderts wurde das Justizwesen in Hamburg nach französischem Vorbild umgestaltet. Dies führte unter anderem dazu, dass 1814 die Admiralität formal aufgelöst wurde und ihre Aufgaben an Behörden übergingen. Für die administrativen Aufgaben der Admiralität wurde die Schiffahrts- und Hafendeputation gegründet, die für die Beratung des Senats in allen Fragen des Hafenmanagements und des Hafenbaus zuständig war. Sie organisierte und überwachte alle baulichen Maßnahmen im Hafen und vergab Aufträge. Der Hafenmeister und mit ihm seine Aufgaben wie die Aufrechterhaltung der Sicherheit und Ordnung sowie die Zuweisung der Liegeplätze im Hafen und die Organisation der Arbeit an den Ladekranen wurde ebenfalls unter die Aufsicht der Schiffahrts- und Hafendeputation gestellt.
Seit 1863 teilten sich zwei Hamburger Behörden die Aufgaben, die der Hafen mit sich brachte. Bauliche Belange waren in der Baudeputation mit dem Amt Strom- und Hafenbau angelegt. Für alle verwaltungstechnischen Aufgaben war die Deputation für Handel Schifffahrt und Gewerbe zuständig. Um die verschiedenen Zuständigkeiten im Hafen und auf der Elbe im Hamburger Hoheitsgebiet in einer Hand zu vereinigen, entschied der Senat Ende 1929, alle Aufgaben, die den Hafen berührten, an die Deputation für Schifffahrt, Handel und Gewerbe zu übertragen.
Nach dem Zweiten Weltkrieg begann die britische Militärregierung damit, den Wiederaufbau des Hafens zu planen. Durch die Ausgliederung der Hafenverwaltung aus der allgemeinen Verwaltung der Stadt sollte die Effizienz erhöht werden. Die Hafenverwaltung wurde neu strukturiert und eine erste „Hamburg Port Authority“ gegründet. In ihr wurden Aufgaben gebündelt und Entscheidungsprozesse zentralisiert. Mit der ersten Hamburg Port Authority wurden in der Nachkriegszeit alle den Hafen betreffenden Aufgaben zusammengefasst, die vorher auf mehrere verschiedene Ämter verteilt waren. Die erste Hamburg Port Authority gliederte sich in folgende Abteilungen:
- Port Security Committee: zuständig für Sicherheit im Hafen
- Hamburg Port and Shipping Control Team: regelte den Zugang zu Schiffen
- Port Engineer Department: beaufsichtigte Kaianlagen und sonstige Anlagen an Land
- Inland Water Transport Department: verantwortete die Binnenschifffahrt und den Einsatz der Hafenschlepper, Ewer, Schuten und Leichter
- Deutsches Amt Strom- und Hafenbau: sorgte für die Sicherheit der Schifffahrt, die Betonnung der Fahrrinne und die Räumung von Hindernissen im Wasser

Nachdem die Briten die Kontrolle über den Hafen wieder an die Deutschen übergeben hatten, wurde die erste Hamburg Port Authority aufgelöst und die Zuständigkeiten wieder auf mehrere Behörden verteilt.
Ende Mai 1967 nahm die neu gegründete Fachabteilung „Hafendirektion“ der Behörde für Wirtschaft und Verkehr ihre Arbeit auf. Sie wurde 1995 im Rahmen einer Umstrukturierung wieder abgeschafft. In der Hafendirektion wurden hoheitliche und ministerielle Aufgaben sowie Verwaltungsbefugnisse der Freien und Hansestadt Hamburg im Hafen zusammengefasst und in vier Unterabteilungen aufgeteilt:
- Hafenentwicklung: Entwicklungsprogramme und Verkehrsanalysen, Öffentlichkeitsarbeit und die Förderung der Unternehmensansiedlungen im Hafengebiet
- Betriebsamt: Aufgaben der früheren Hafenbetriebsdirektion, Schiffserfassung, Gebühren- und Tarifprobleme, Betriebs- und Arbeitsorganisation, Fragen der Hafenschifffahrt
- Oberhafenamt, mit dem Hafenkapitän als Leiter: zuständig für die Schifffahrtsverkehrsverwaltung und die nautische Aufsicht
- Freihafenamt: die zuständige Zolldienststelle für den Hafen in Hamburg

Die technische Planung der baulichen Anlagen, Wasserflächen, Verkehrsanlagen und Ausführung der Bauten verblieben im Amt Strom und Hafenbau, ebenso wie Grundsatzfragen der Wasserwirtschaft, des Wasser- und Baurechts. Die Aufgabe der Grundstücksverwaltung übernahm schließlich die bei der Finanzbehörde angesiedelte Liegenschaftsverwaltung.

### Gründung der Hamburg Port Authority
Am 1. Oktober 2005 wurde mit der Gründung der Hamburg Port Authority (HPA) das Hafenmanagement nach 60 Jahren wieder unter einem Dach zusammengefasst. Die technischen Aufgaben des Amtes Strom und Hafenbau, die Verwaltungsaufgaben des Amtes Häfen, Dienstleistungen und Wirtschaftsinfrastruktur sowie Liegenschaftsverwaltung der Hafengrundstücke wurden in der Hamburg Port Authority gebündelt. Als Anstalt öffentlichen Rechts wurde sie wirtschaftlich in die Selbstständigkeit geführt und kann zugleich hoheitliche Aufgaben wahrnehmen.

## Hafenentwicklungsplan 2025
In dem erstmals 2012 erschienenen und fortwährend aktualisierten Hafenentwicklungsplan mit dem Titel „Hamburg hält Kurs – der Hamburger Hafenentwicklungsplan bis 2025 und seine strategische Hafenplanung“ legen der Senat der Freien und Hansestadt Hamburg und die HPA unter Einbezug der Hafenwirtschaft, Gewerkschaften und Umweltverbänden die Leitlinien fest, damit der Hamburger Hafen seine Wettbewerbsposition langfristig erhalten und Wachstumspotenziale nutzen kann. Ein weiteres Ziel der Hafenentwicklung ist es, die Arbeitsplätze im Hafen nachhaltig zu sichern, neu zu schaffen und die Wertschöpfung des Hafens in Hamburg zu steigern.